# Vaka

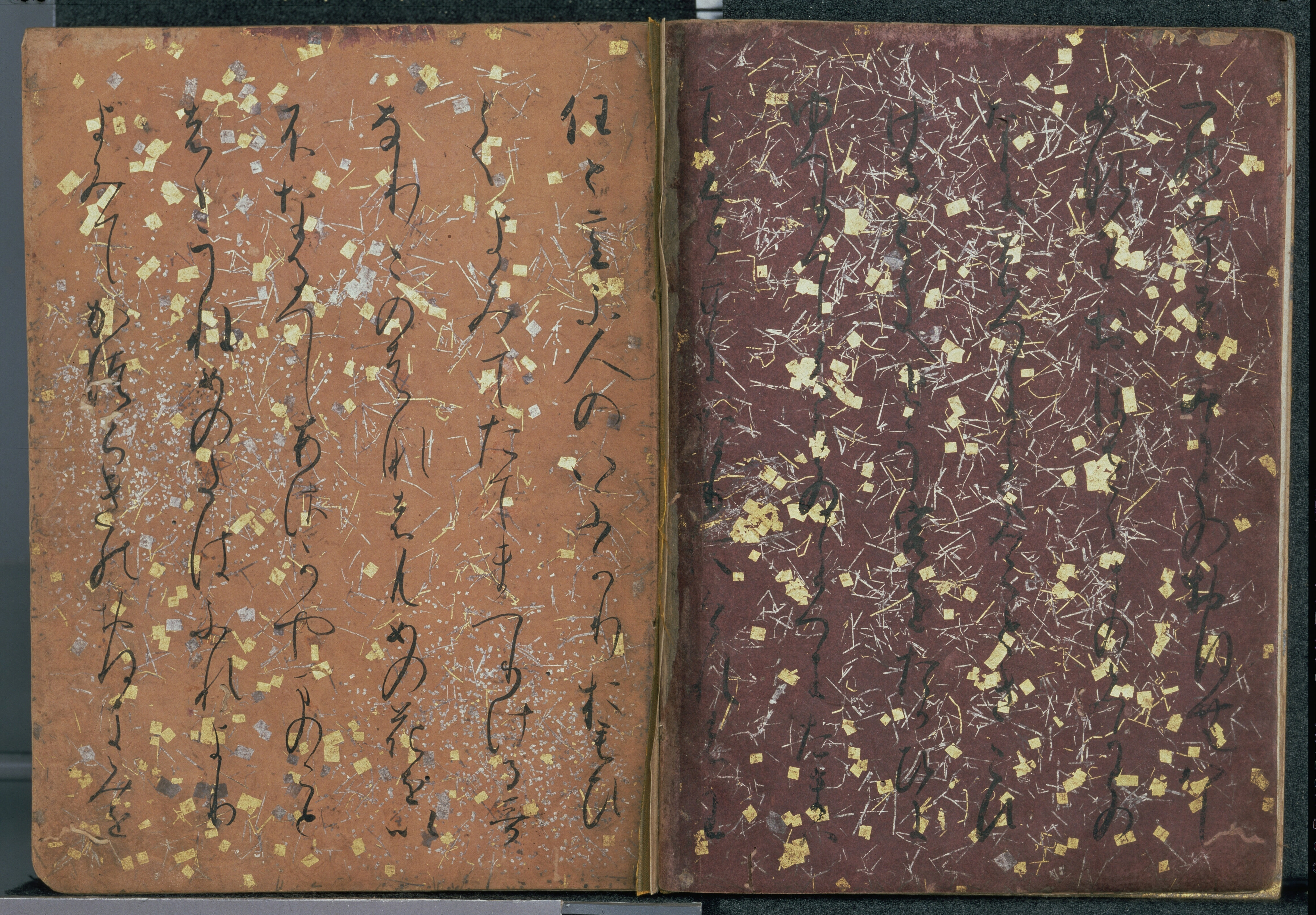
A Kokin vakasú a vaka költészet korai (900 körüli) antológiája, amely rögzítette a japán költészet formáját

A vaka (japánul: 和歌, Hepburn-átírással: waka, ’japán költészet’, ’japán vers’) ősi japán versforma, amely az udvari arisztokrácia körében fejlődött ki a 6. századtól kezdve, s amely a 8. század végétől egyre gyakrabban a tanka (’rövid vers’) megjelölést is kaphatta.

## Szerkezet, tematika
Alapjában öt sorból és 31 szótagból áll (5-7-5-7-7), a szótagszámok alakulására állítólag a klasszikus kínai vers öt-, illetve hétszavas sorai is hatottak. Általában líraiságra törekszik, a japán esztétikai gondolkodás szerint a szív és nem az ész logikáját követi, noha Ki no Curajuki meghatározása szerint az az eszményi, ha kokoro (szív, vagyis egyéni érzelem és átérzés) és kotoba (nyelvezet, vagyis kifejezésbeli elegancia) összhangban van benne. Témáit és szókincsét eredetileg szigorú szabályok korlátozták, mivel olyan arisztokrata réteg művelte, amely irtózott a közönségestől és a groteszktől. Gyakran megszemélyesít bizonyos természeti jelenségeket, allegóriái azonban mindig konkrétak (például a kakukkot váró nyár eleji narancsfa késlekedő szerelmesét váró hölgyre utal). Fő témái az emberi élet (öröm, elválás, bánat, szerelem) és a természet (a természet szépségei s főleg a váltakozó évszakok) egyes aspektusai, a háborút, szenvedést, halált, tehát a csúnyát és az alantast kerüli. Témáira, hangvételére a Heian-korban egyre erősebben hatottak a buddhizmus képzetei (a világ mulandósága, az örömhajhászás mint a megvilágosodás fő akadálya), s az ezekből eredő lírai melankóliára később esztétikai fogalmak is épültek (mono no avare, vabi, szabi).

## Virágkora
A legrégibb vakákat a Kodzsiki, a Nihongi, a Manjósú, a Kokinsú tartalmazza. Heian-kori naplóíró hölgyektől tudjuk, hogy az udvari arisztokrácia tagjai a hétköznapi társalgást gyakran fűszerezték rögtönzött vakákkal, e szokás legékesebb példája pedig a Gendzsi szerelmei, amelyben a szereplők közel 800 vakát írnak, illetve mondanak egymásnak.